# Maurisches Casino (Arcachon)

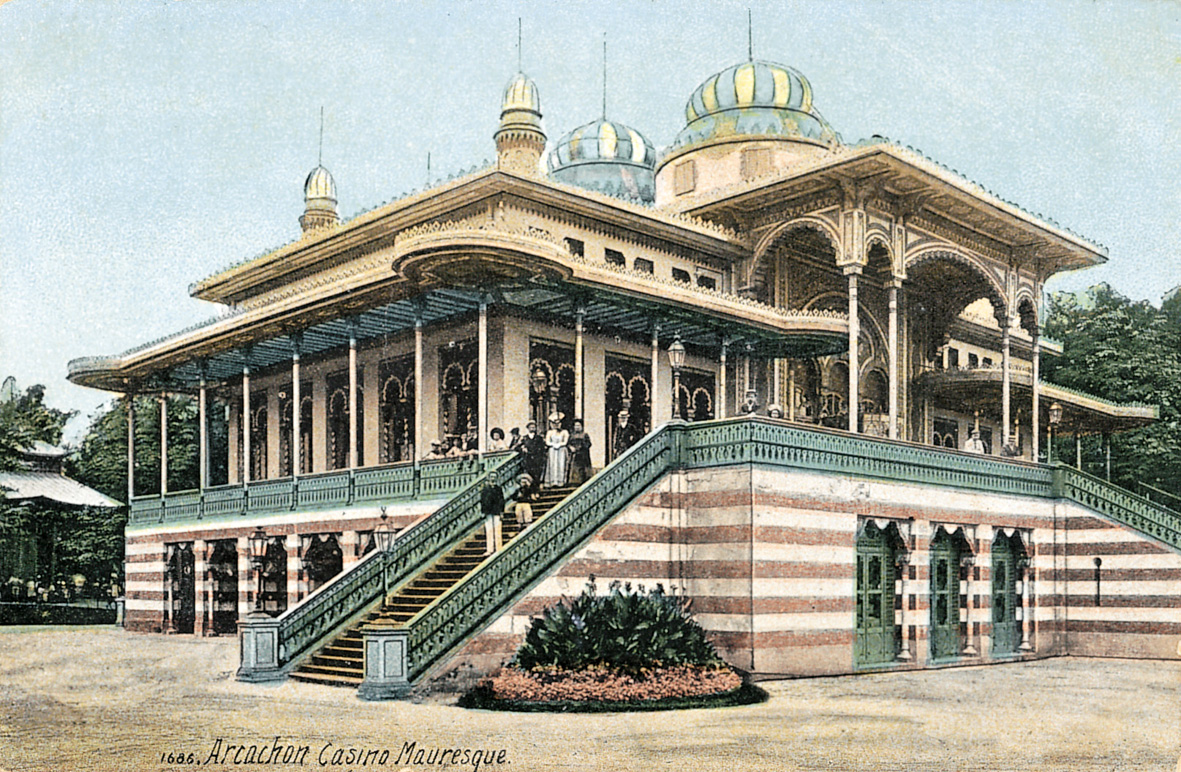
Das Maurische Casino auf einer Postkarte, Anfang 20. Jahrhundert

Das Maurische Casino in Arcachon, einer französischen Gemeinde im Département Gironde in der Region Nouvelle-Aquitaine, wurde 1862/63 errichtet. Das Spielcasino, das als Monument historique geschützt war, wurde 1977 durch einen Brand zerstört.
Das Gebäude wurde nach Plänen des Architekten Paul Régnault (1827–1879) im neomaurischen Stil errichtet. Im August 1863 wurde das Casino eröffnet.
Nach der Beseitigung der Brandruine wurde auf dem Grundstück ein öffentlicher Park angelegt.